# Hylophasma altacima
Hylophasma altacima är en stekelart som beskrevs av Dmitriy R. Kasparyan och Ruiz-cancino 2005. Hylophasma altacima ingår i släktet Hylophasma och familjen brokparasitsteklar. Inga underarter finns listade i Catalogue of Life.